# Василий Каталей
Василий Василиевич Каталей (на руски: Василий Васильевич Каталей) е руски офицер, генерал-лейтенант. Участник в Руско-турската война (1877-1878).

## Биография
Василий Каталей е роден през 1816 г. в село Плоске, Черниговска губерния в семейството на потомствен офицер. Ориентира се към военното поприще. Завършва Нежинския лицей и постъпва в Якутския пехотен полк (1836). Произведен е в първо офицерско звание прапоршик (1838).
Като командир на Днепровския пехотен полк е повишен във военно звание полковник (1861). Последователно е командир на Кексхолмския гренадирски полк и лейбгвардийския Литовски пехотен полк. Повишен е във военно звание генерал-майор от 1864 г. Началник на местните войски в Казанския и Санктпетербургски военен окръзи. Член на Главния комитет по устройство на Руската армия. Повишен е във военно звание генерал-лейтенант от 1873 г.
Участва в Руско-турската война (1877-1878). При сформирането на Действащата руска армия е назначен за началник на военните съобщения (свързочни войски). Развръща система от 9 военнопроходни телеграфни парка, които през войната работят на висота. Член на Полевия щаб на Действащата руска армия с началник на щаба генерал-лейтенант Артур Непокойчицки.
Преминава на строева служба като командир е на 3-та гвардейска пехотна дивизия в състава на Гвардейския корпус. Бие се храбро при обсадата на Плевен.
През декември 1877 г. дивизията е в състава на Западния руски отряд с командир генерал-лейтенант Йосиф Гурко. Началник на главните сили на отряда от 31 батальона, 16 ескадрона и 44 оръдия. Участва в зимното преминаване на Стара планина. Главните сили се движат по маршрута с. Врачеш - с. Чурек на 13-25 декември/23 декември - 4 януари. Условията са сурови. Наклон на стръмнините до 45 градуса, дъжд, последван от сняг, силен вятър и заледяване. През нощта на 15/27 декември войниците са затрупани от снега. На следващия ден се води бой при с. Негушево, завършил с превземането на с. Потоп и с. Чурек. Авангардът на главните сили са Кавказката казашка бригада и Гродненският хусарски полк с командир генерал-майор Отон Раух и участва в освобождението на София.
Едновременно преследва разбитата Орханийска османска армия. На 21 декември/2 януари генерал-лейтенат Василий Каталей с целия си щаб е в авангарда на главните сили и настига османския ариегард при с. Петрич. Във възникналата в движение ожесточената престрелка е убит на място. Ранен е командирът на 1-ва бригада от 3-та Гвардейска пехотна дивизия генерал-майор Дмитрий Философов, който умира от раните си в Орхание (дн. Ботевград.
Тялото на генерал Василий Каталей е транспортирано до родното му село Плоске, Черниговска област, където е погребано в родовото имение.
През 1885 г. в София е издигнат паметник на загиналите гвардейци от 3-та Гвардейска пехотна дивизия. На него са вписани имената на генерал-лейтенат Василий Каталей и генерал-майор Дмитрий Философов. Известен е с името Гвардейски паметник. При бомбардировките над София по време на Втората световна война е разрушен от авиационна бомба.
След войната е възстановен. Частично реставриран е през 1978 г. Българската телеграфна агенция по повод на годишнина от своето създаване възстановява паметника в оригиналния му вид. Намира се на булeвард „Цариградско шосе“.